# Православна Автономна Митрополія Західної Європи та Америки
Православна Автономна Митрополія Західної Європи та Америки (італ. Metropolia Ortodossa Autonoma d'Europa Occidentale e d'America; також відома як Міланський Синод, італ. Santo Sinodo di Milan) — православна юрисдикція, створена 1984 Православною Церквою Португалії для старостильних грецьких громад у Ломбардії. З 1990 — у складі УПЦ США, з 1993 — в УПЦ КП, з 1997 — без зовнішнього омофору. 
Налічує 8 єпископів в Європі та Північній Америці. Кількість парафій — 32. 
Дотримується Юліанського календаря (старостильники). 

## Історія
Приводом для створення ПАМЗЄА стало рішення Православної Церкви Португалії (ПЦП), утвореної на базі місії РПЦЗ, про приєднання до диптихіальної Польської Автокефальної Православної Церкви (ПАПЦ). Це сталося 1990. Частина Синоду, незгодна із цим рішенням, створює власну юрисдикцію, увійшовши до складу Української Православної Церкви США, визнавши своїм Главою Патріарха Мстислава (Скрипника). 

### У складі Київського Патріархату
1993 Міланський Синод перейшов під омофор УПЦ Київського Патріархату, провівши успішні переговори зі Святійшим Патріархом Київським та всієї Руси-України Володимиром (Романюком). 
Останній 20 березня 1994 року дарував Томос про автономію Міланського синоду, а також затвердив титул предстоятеля - «архієпископ Лангобордії - митрополит Акілівії, Західної Європи та Канади».
Проте після інтронізації Святійшого Патріарха Філарета (Денисенка), в якій узяв участь глава Автономної Митрополії владика Євлогій (Хесслер), відносини із Міланським Синодом різко погіршилися. Зокрема, предстоятель митрополії Євлогій (Хесслер) не хотів відмовитися від управління парафіями в США та Канаді, а також унормувати питання облачень. 
Після розірвання відносин із Київським престолом, Міланський синод вдався до кількох спроб увійти до складу РПЦ Московської патріархату. Остаточне розірвання літургійного зв'язку між УПЦ КП та Міланським Синодом сталося 1997 року - після акту анафеми, якої неканонічно припустилася Московська патріархія проти предстоятеля Київського патріархату.
Частину кліриків юрисдикції Міланського синоду з Франції та Італії на початку 2000-их років прийняла до свого складу Соборноправна українська автокефальна православна церква, від якої з 24 вересня 2000 року де-факто існує велике відгалуження - Клівлендська митрополія у США. 
Зрештою, з 2013 Міланський синод продовжує автономне існування, активно залучившись у боротьбу за інституалізацію Православної Церкви США.

### Ієрархія
Голова Православної автономної митрополії Західної Європи та Америки з моменту заснування і до своєї смерті — Євлогій (Хесслер), який носив титул архієпископа Міланського та Аквілейського.